# ミヤギnews every.
『ミヤギnews every.』（ミヤギニュース・エブリィ）は、ミヤギテレビで2010年（平成22年）3月29日から放送されている平日夕方の宮城県向けローカルニュース・情報番組。
『OH!バンデス』の第4部（2015年3月31日までは第3部）であり、放送時間は18:15 - 19:00。なお、『OH!バンデス』休止の際は『news every.』と『ミヤギnews every.』のみを放送する。
本項では、土曜版の『ミヤギテレビnews every.サタデー』についても述べる。

## 概要
『OH!バンデス』の第4部として扱われているが、この時間帯は『OH!バンデス』の司会であるさとう宗幸・蜂谷由梨奈・武田玲子らは出演せず、柳瀬洋平・安斎摩紀・白壁里沙子が番組のキャスターを務めている。
『ミヤギnews every.』では年間のテーマとして「あなたがいるから」を展開する。人は誰かを介して全ての人と繋がっている。「あなたがいるから頑張れる」「あなたがいるから笑顔になれる」、そんな人々の支えあいを不定期で紹介する。
金曜日のエンディングについては2011年10月7日放送分より震災の被災者に自身の想いやメッセージなどをインタビューで語ってもらう「3.11震災 週間街の声」の放送を開始した。2012年4月からは、ミヤギテレビと同じ日本テレビ系列の読売テレビが幹事局を務める企画ネット形式の箱番組「めばえ」の宮城県版として、県内で生まれた赤ちゃんを紹介する「めばえ～みやぎの希望～」の放送を開始した。
エンディングテーマはさとう宗幸の『欅伝説』を使用している。
2016年12月30日、ミヤギテレビが今年1年間に伝えた起きた様々な出来事について柳瀬・武田両キャスターを中心に追跡取材、その「声」に重点を当て伝える『ミヤギnews every.年末SP「voice～今年の声～」（14:00 - 14:55、55分）』を放送。
2017年12月30日、2017年を振り返るとともに注目のニュースのその後を追跡、見えてきた出来事の裏側や人々の思いに迫る『ミヤギnews every.年末SP 追跡!!ニュース2017（14:00 - 14:55、55分）』を放送。

## 出演者
| 期間 | 期間           | キャスター  | キャスター | キャスター | キャスター | キャスター          | 天気予報   | 解説委員 |
| 期間 | 期間           | 男性        | 男性       | 女性       | 女性       | 女性                | 天気予報   | 解説委員 |
| 期間 | 期間           | 月曜 - 水曜 | 木曜・金曜 | 月曜・火曜 | 水曜       | 木曜・金曜          | 天気予報   | 解説委員 |
| --- | -------------- | ----------- | ---------- | ---------- | ---------- | ------------------- | ---------- | -------- |
| 2010年3月29日 | 2012年9月28日  | 柳瀬洋平1   | 柳瀬洋平1  | 武田玲子   | 武田玲子   | 武田玲子            | 高橋香純1  | 竹鼻純1  |
| 2012年10月1日 | 2012年12月27日 | 柳瀬洋平1   | 柳瀬洋平1  | 武田玲子   | 武田玲子   | 武田玲子            | 高橋香純1  | （不在） |
| 2013年1月7日 | 2015年4月30日  | 柳瀬洋平1   | 柳瀬洋平1  | 武田玲子   | 武田玲子   | 武田玲子            | 丸田絵里子 | （不在） |
| 2015年5月11日 | 2016年12月29日 | 柳瀬洋平1   | 柳瀬洋平1  | 武田玲子   | 武田玲子   | 武田玲子            | 小杉浩史   | （不在） |
| 2017年1月4日 | 2018年12月28日 | 柳瀬洋平1   | 柳瀬洋平1  | 蜂谷由梨奈 | 蜂谷由梨奈 | 蜂谷由梨奈          | 小杉浩史   | （不在） |
| 2019年1月7日 | 2020年12月25日 | 柳瀬洋平1   | 柳瀬洋平1  | 浮ヶ谷美穂 | 浮ヶ谷美穂 | 浮ヶ谷美穂          | 小杉浩史   | （不在） |
| 2021年1月4日 | 2022年4月1日   | 柳瀬洋平1   | 柳瀬洋平1  | 浮ヶ谷美穂 | 浮ヶ谷美穂 | 安斎摩紀            | 小杉浩史   | （不在） |
| 2022年4月4日 | 2024年6月28日  | 柳瀬洋平1   | 柳瀬洋平1  | 安斎摩紀   | 白壁里沙子 | 白壁里沙子          | 小杉浩史   | （不在） |
| 2024年7月1日 | 現在           | 柳瀬洋平    | （不在）   | 森尾絵美里 | 白壁里沙子 | 安斎摩紀 白壁里沙子 | 小杉浩史   | （不在） |
| 備考 - 太字はミヤギテレビアナウンサー（出演当時も含む）。 - 高橋・丸田・小杉は気象予報士。 - 竹鼻はミヤギテレビ解説委員。 - 1 前番組『Newsリアルタイムミヤギ』から続投。 |                |             |            |            |            |                     |            |          |

スポーツコーナー
- ミヤギテレビアナウンサーがシフトで担当。

エコリポートコーナー
- 盛朋子（ミヤギテレビアナウンサー、前番組『Newsリアルタイムミヤギ』から続投 - 2011年10月[8]）

## ミヤギテレビnews every.サタデー
『ミヤギテレビnews every.サタデー』（ミヤギテレビニュース・エブリィサタデー）は、2010年4月3日からミヤギテレビで放送している土曜夕方のローカル報道番組（『news every.サタデー』の宮城県ローカルパートでニュース、天気予報を放送）。
スタジオ
- 『OH!バンデス』と『ミヤギnews every.』で使われているUスタジオからの放送ではなく、ミヤギテレビニュースセンター（Nスタジオ）から放送している。

キャスター
- ミヤギテレビアナウンサーがシフト制で担当している。